# Швайниц
Швайниц (нем. Schweinitz) — деревня в Германии, в земле Саксония-Анхальт, входит в район Йерихов в составе городского округа Мёккерн.
Население составляет 289 человек (на 31 декабря 2007 года). Занимает площадь 35,8 км².

## История
1 января 2009 года, после проведённых реформ, Швайниц вошёл в состав городского округа Мёккерн в качестве района.

## Галерея

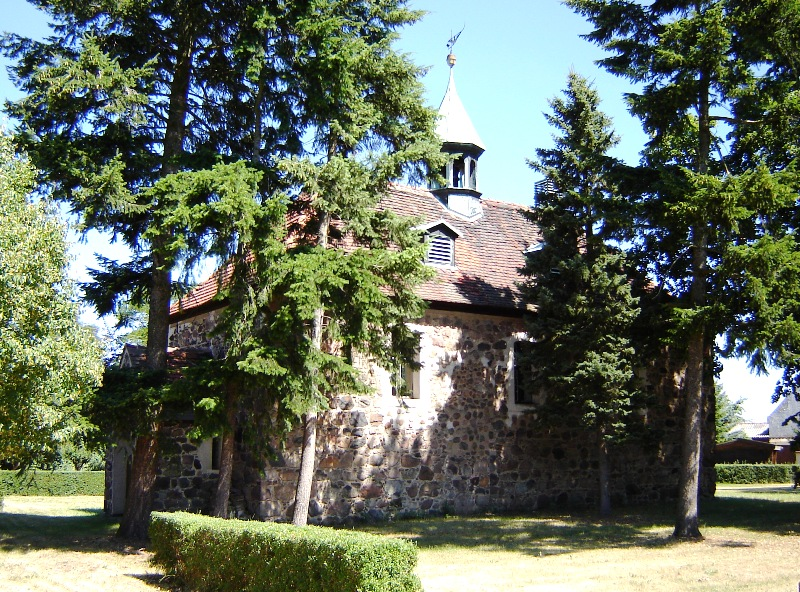
Церковь в Швайнице